# 1993 VA
1993 VA är en asteroid i huvudbältet som upptäcktes den 7 november 1993 av den australiensiske astronomen Robert H. McNaught vid Siding Spring-observatoriet.
Asteroiden har en diameter på ungefär 2 kilometer och den tillhör asteroidgruppen Apollo.